# Karavia (cours d'eau)
Pour les articles homonymes, voir Karavia.
La Karavia, aussi écrit Karavya est une rivière de la ville de Lubumbashi dans la république démocratique du Congo et un affluent de la rivière Lubumbashi. 

## Étymologie
Le nom Karavia provient de l’ikilamba, prononcé [kaʀaʋje] ou [kalaʋje], et devrait être écrit Karabye.

## Géographie
La Karavia prend source à quelques dizaines de kilomètres à l’ouest de Lubumbashi. Elle se jette dans la Lubumbashi juste à l’ouest du centre-ville.